# メープルリーフ・ガーデンズ
メープルリーフ・ガーデンズ（Maple Leaf Gardens）はカナダ・トロントにある歴史的建築。長年に亘り屋内競技場として使用された。特にNHLのトロント・メープルリーフスの本拠地として知られた。

## 歴史
1931年、150万カナダドルの建設費を投じて完成。こけら落としは同年11月12日のメープルリーフス対シカゴ・ブラックホークス戦。11月19日には最初のプロレス興行が開催され、1万5千人の観衆を集めた。1946年11月1日にはBAA（現NBA）トロント・ハスキーズ戦が初めて行われるがハスキーズは1シーズンで撤退。1957年にはエルヴィス・プレスリーの海外初演が同地で行われる。
1964年から3年間、ビートルズのトロント公演が行われ、その他ボブ・ディラン、ブルース・スプリングスティーンなどといった海外アーティスト公演も行われていた。
またNHLオールスターゲーム第1回の会場として使用されたほか、末期にはトロント・ラプターズのホームアリーナとしても使用された。
五大湖周辺をテリトリーとしたプロレス団体：NWFがトロントで興行を行った際に使用された会場であり、インド人レスラー：タイガー・ジェット・シンのホームリングとして日本でも知られていた。また、1977年2月6日にハーリー・レイスがテリー・ファンクに勝利し、第52代NWA世界ヘビー級王者となったアリーナでもあった。
建物の老朽化と1999年にエア・カナダ・センターが完成したことにより閉鎖された。閉鎖後は改修工事が行われ、1階にロブローのショッピングセンターが、2階以上はライアソン大学の運動施設が整備された。